# Ocheyoherpia bursata
Ocheyoherpia bursata is een Solenogastressoort uit de familie van de Phyllomeniidae. De wetenschappelijke naam van de soort is voor het eerst geldig gepubliceerd in 2003 door García-Álvarez & Urgorri.